# 花書院

花書院（はなしょいん）は、福岡県福岡市中央区白金2-9-6に本社を置く日本の印刷会社、城島印刷株式会社内の出版部門。法学、政治学、心理学、社会学、教育学、思想などの学術書を中心に出版している。九州大学比較社会文化学府・研究院との関わりが深く、同学府の学術シリーズである「比較社会文化叢書」は、全て花書院より刊行されている。
城島印刷株式会社の創業は1969年。2015年現在は、仲西佳文が代表取締役を務める。